# 대전대성여자중학교
대전대성여자중학교(大田大聖女子中學校)는 대한민국 대전광역시 동구 가양동에 있는 사립 중학교이다.

## 학교 연혁
- 1962년 12월 31일 : 대성여자중학교 설립인가
- 1963년 3월 6일 : 대성여자중학교 개교
- 1963년 3월 6일 : 초대 안기석 교장 취임
- 1966년 1월 22일 : 제1회 졸업식
- 1966년 3월 8일 : 신축교사로 이전(현 위치로)
- 2006년 3월 1일 : 학급증가(16→17, 특수학급 신설)
- 2017년 3월 1일 : 대전대성여자중학교로 교명 변경
- 2021년 3월 1일 : 학급 감소(13→12, 일반학급 11, 특수학급1)
- 2023년 3월 2일 : 신입생 입학식(60명)
- 2024년 1월 5일 : 제59회 졸업식(65명, 총 졸업생수 18,837명)
- 2024년 9월 1일 : 제31대 이은열 교장 취임

## 참고 자료
- 대전대성여자중학교 - 한국교육학술정보원 학교알리미